# Бруно Джакометті
Бруно Джакометті (Bruno Giacometti; * 24 серпня 1907, Стампа, кантон Граубюнден, Швейцарія — † 21 березня 2012, Швейцарія) — швейцарський архітектор і меценат. Молодший брат найдорожчого скульптора сучасності Альберто Джакометті.
Вважається найвідомішим післявоєнним архітектором Швейцарії.
Народився у сім'ї художника Джованні Джакометті, був наймолодшим із 4 дітей — крім двох братів-художників, Альберто і Дієго, мав сестру Оттілію.
Архітектуру вивчав у Цюрихському технічному університеті, працював над кількома спортивними спорудами — у тому числі над критим стадіоном у Цюриху (Hallenstadion) і над стадіоном в Ерліконі (Oerlikon) під Цюрихом, проєктував павільйони для Національної виставки 1939 року, потім — швейцарський павільйон для Архітектурної бієнале у Венеції, відкритий 1952 року.
Керував діяльністю Фонду Альберто Джакометті, куди пожертвував кілька десятків робіт брата.